# Green Bay Packers 1919
La stagione 1919 dei Green Bay Packers è stata la prima della franchigia. La squadra fu formata da Curly Lambeau e George Whitney Calhoun con l'aiuto della Indian Packing Company. Lambeau servì come capitano della squadra, il ruolo più da vicino collegato al moderno capo-allenatore, mentre Willard Ryan fu l'allenatore ufficiale. La squadra ebbe un record di 10–1 contro altre formazioni del Wisconsin e del Michigan.

## Fondazione

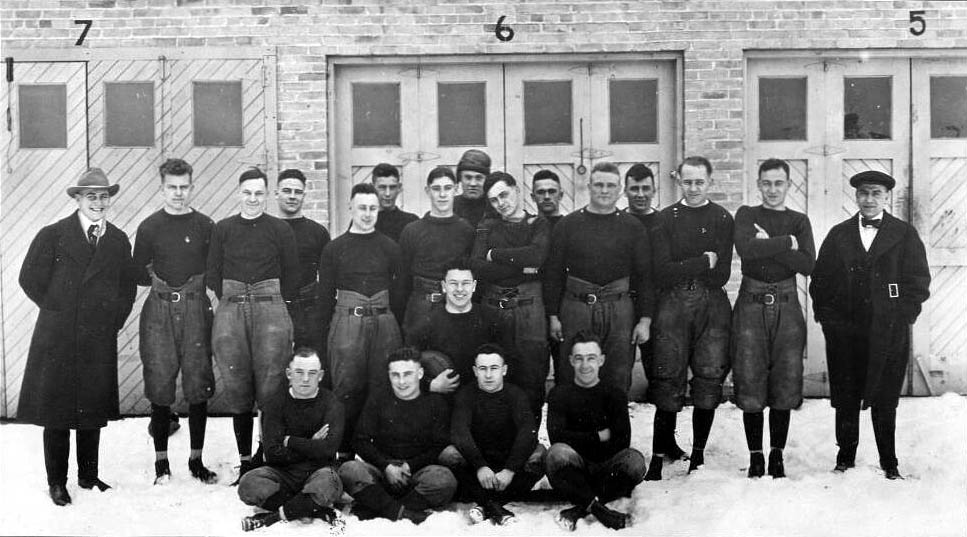
Gli originali Packers

Secondo le fonti tradizionali, Curly Lambeau, una stella del football delle scuole superiori, entrò nella squadra di Notre Dame nel suo primo anno, solo per ritirarsi dopo una grave caso di tonsillite. Ancora intenzionato a giocare a football, durante una conversazione casuale con George Calhoun, editore della Press-Gazette, nell'estate del 1919 lo convinse ad organizzare la propria squadra. Nelle settimane successive, Calhoun pubblicò pubblicità nella Press-Gazette invitando i giocatori di prospettiva ad unirsi alla squadra.  L'11 agosto atleti locali si ritrovarono nella sede della Press-Gazette formando la squadra divenuta nota come Green Bay Packers.
Mentre l'organizzazione dei Packers riconosce il 1919 come anno di fondazione, un certo numero di fonti riporta che la squadra del 1919 succedette a delle formazioni organizzate su base annuale sin dal 1896. Lambeau organizzò la squadra nel 1919 e la portò alla NFL nel 1921 ma la tradizione del football a Green Bay risale al 1896, prima di qualsiasi altra squadra della NFL, inclusi i Racine St. Cardinals a Chicago nel 1898.

## Sponsor
Dal momento che la squadra necessità di uniformi ed equipaggiamento, Lambeau stilò un accordo con l'azienda per la quale lavorava, la Indian Packing Company. Questa fornì 500 dollari e Lambeau acconsentì a dare il suo nome alla squadra. Inizialmente la squadra era chiamata "Green Bay Indians" ma verso la fine dell'anno la stampa prese l'abitudine di chiamarla solo Packers. La compagnia concesse anche di utilizzare un proprio terreno per gli allenamenti tre volte alla settimana.

## Calendario
| Turno | Data         | Avversario                | Risultato | Record | Luogo            |
| ----- | ------------ | ------------------------- | --------- | ------ | ---------------- |
| 1     | 14 settembre | Menominee North End A.C.  | V 53–0    | 1–0    | Hagemeister Park |
| 2     | 21 settembre | Marinette Northerners     | V 61–0    | 2–0    | Hagemeister Park |
| 3     | 28 settembre | New London                | V 54–0    | 3–0    | Hagemeister Park |
| 4     | 5 ottobre    | Sheboygan Company C       | V 87–0    | 4–0    | Hagemeister Park |
| 5     | 12 ottobre   | Racine Iroquois           | V 76–6    | 5–0    | Hagemeister Park |
| 6     | 19 ottobre   | at Ishpeming              | V 33–0    | 6–0    | Ishpeming, MI    |
| 7     | 26 ottobre   | Oshkosh Professionals     | V 85–0    | 7–0    | Hagemeister Park |
| 8     | 2 novembre   | Milwaukee Maple Leaf A.C. | V 53–0    | 8–0    | Hagemeister Park |
| 9     | 9 novembre   | Chicago Chilar A.C.       | V 46–0    | 9–0    | Hagemeister Park |
| 10    | 16 novembre  | at Stambaugh Miners       | V 17–0    | 10–0   | Stambaugh, MI    |
| 11    | 23 novembre  | at Beloit Fairies         | S 0–6     | 10–1   | Beloit, WI       |

## Roster
| Giocatore             |
| --------------------- |
| Nate Abrams           |
| Henry (Tubby) Bero    |
| Bradlee               |
| Jim Coffeen           |
| John Desjardins       |
| Dutch Dwyer           |
| Riggie Dwyer          |
| Jen Gallager          |
| Fritz Gavin           |
| Wally Ladrow          |
| Curly Lambeau         |
| Wes Leaper            |
| Herman Martell        |
| Al Martin             |
| Orlo Wylie McLean     |
| Andy Muldoon          |
| Herbert Nichols       |
| Al Petcka             |
| Sammy Powers          |
| Gus Rosenow           |
| Charlie Sauber        |
| Kyle (Cowboy) Wheeler |
| Milt Wilson           |
| Martin Zoll           |
| Carl Zoll             |